# Elezione imperiale del 1764

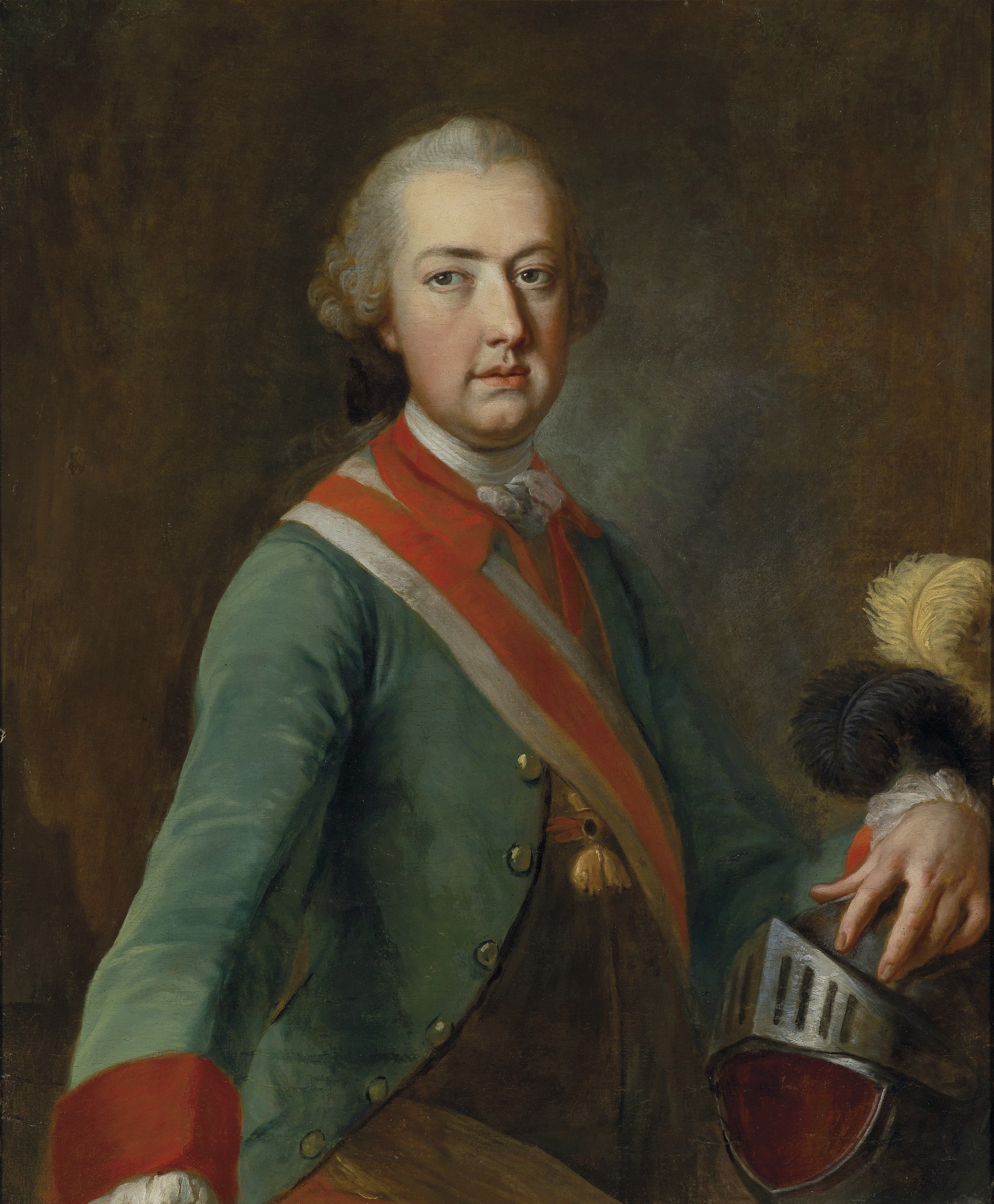
Il re dei romani Giuseppe II d'Asburgo-Lorena.

L'elezione imperiale del 1764 si è svolta a Francoforte sul Meno il 27 marzo 1764.

## Contesto storico
L'imperatrice Maria Teresa d'Asburgo e suo marito l'imperatore Francesco I di Lorena decisero di convocare i principi elettori per consacrare quale futuro erede al trono imperiale il loro primogenito maschio Giuseppe.

## Principi elettori
| Principe elettore | Principe elettore                             | Titolo elettorale          | Altri titoli                             | Confessione |
| ----------------- | --------------------------------------------- | -------------------------- | ---------------------------------------- | ----------- |
|                   | Emmerich Joseph von Breidbach zu Bürresheim   | Arcivescovo di Magonza     |                                          | Cattolico   |
|                   | Johann Philipp von Walderdorff                | Arcivescovo di Treviri     | Vescovo di Worms                         | Cattolico   |
|                   | Maximilian Friedrich von Königsegg-Rothenfels | Arcivescovo di Colonia     | Vescovo di Münster                       | Cattolico   |
|                   | Maria Teresa d'Austria                        | Regina di Boemia           | Arciduchessa d'Austria Regina d'Ungheria | Cattolica   |
|                   | Massimiliano III di Baviera                   | Duca di Baviera            |                                          | Cattolico   |
|                   | Federico Augusto III di Sassonia              | Duca di Sassonia           |                                          | Cattolico   |
|                   | Federico II di Prussia                        | Margravio di Brandeburgo   | Re in Prussia                            | Calvinista  |
|                   | Carlo Teodoro del Palatinato                  | Conte Palatino del Reno    |                                          | Cattolico   |
|                   | Giorgio III di Hannover                       | Duca di Brunswick-Lüneburg | Re di Gran Bretagna Re d'Irlanda         | Anglicano   |

## Esito
Giuseppe II venne eletto re dei Romani il 27 marzo 1764 e incoronato nel Duomo di Francoforte sul Meno il 3 aprile di quello stesso anno. Divenne imperatore il 18 agosto 1765 a seguito della morte del padre, ma poté prendere in mano le redini del governo soltanto nel 1780, quando si spense anche Maria Teresa.